# 村上ソングズ
『村上ソングズ』（むらかみソングズ）は、村上春樹と和田誠の翻訳書、エッセイ集。
2007年12月10日、中央公論新社より刊行された。表紙の絵と挿絵は和田誠。『エスクァイア日本版』（2004年9月号から2005年8月号まで）に連載されたものが元である。
単行本化に際し、大幅に加筆がなされ、和田のエッセイと翻訳も付け加えられた。訳された歌詞の数は29。2010年11月10日、同社の「村上春樹翻訳ライブラリー」シリーズの一冊として新書化された。

## 村上春樹が翻訳した歌詞
| タイトル                                             | 作者                                                                                                 | 歌手・演奏者                                            | 備考 |
| ---------------------------------------------------- | --- | ------------------------------------------------------- | --- |
| God Only Knows （神のみぞ知る）                      | ブライアン・ウィルソン、トニー・アッシャー                                                           | ザ・ビーチ・ボーイズ                                    | 村上は、ウィルソンとアッシャーが書いてビーチ・ボーイズが歌った曲をほかにも訳している。「キャロライン・ノー」を写真集『波の絵、波の話』（文藝春秋、1984年3月）の中で訳した。                                                       |
| Happiness Is a Thing Called Joe                      | ハロルド・アーレン、エドガー・イップ・ハーバーグ                                                     | ナンシー・ウィルソン                                    | |
| Imitation of Live                                    | マイケル・スタイプ、マイク・ミルズ、ピーター・バック                                                 | R.E.M.                                                  | |
| Autumn in New York （ニューヨークの秋）              | ヴァーノン・デューク                                                                                 | テッド・ストレーター                                    | 村上は、エッセイ集『走ることについて語るときに僕の語ること』（文藝春秋、2007年10月）の中でもこの曲の一部を訳している。 |
| Moonlight Drive                                      | ジョン・デンスモア、ロビー・クリーガー、レイ・マンザレク、ジム・モリソン                             | ザ・ドアーズ                                            | 村上は、上記の『波の絵、波の話』の中でこの曲を一度訳している。 |
| Born to Be Blue                                      | ロバート・ウェルズ、メル・トーメ                                                                     | ヘレン・メリル                                          | |
| Jean                                                 | ロッド・マッケン                                                                                     | ロッド・マッケン                                        | 1969年公開の映画『ミス・ブロディの青春』の挿入歌。 |
| On a Slow Boat to China （中国行きのスロウ・ボート） | フランク・レッサー                                                                                   | ビング・クロスビー & ローズマリー・クルーニー           | |
| Ingrid Bergman                                       | ウディ・ガスリー（詞）、ビリー・ブラッグ（曲）                                                       | ビリー・ブラッグ & ウィルコ                             | ウディ・ガスリーの未録音の詩にビリー・ブラッグが曲をつけた。 |
| Blue Monk (Monkery's the Blues)                      | セロニアス・モンク（曲）、アビー・リンカーン（詞）                                                   | アビー・リンカーン                                      | |
| This House Is Empty Now                              | バート・バカラック、エルヴィス・コステロ                                                             | アンネ・ソフィ・フォン・オッター                        | |
| Patches （パッチズ）                                 | ロナルド・ダンバー、ジェネラル・ジョンソン                                                           | クラレンス・カーター                                    | 柴田元幸のエッセイ集『愛の見切り発車』（1997年7月、新潮社）に収められた「特別付録 私のロックンロール・オールタイム・トップテン」において、村上はクラレンス・カーターの「パッチズ」を10曲のうちの1曲に選んでいる。                 |
| A Sleepin' Bee                                       | ハロルド・アーレン、トルーマン・カポーティ                                                           | トニー・ベネット                                        | |
| Going Back to Okinawa                                | ライ・クーダー                                                                                       | ライ・クーダー                                          | |
| God Bless the Child                                  | ビリー・ホリデイ、アーサー・ハーツォグ・ジュニア                                                     | ビリー・ホリデイ                                        | |
| Ev'rytime We Say Goodbye                             | コール・ポーター                                                                                     | ジューン・クリスティ（歌） & スタン・ケントン（ピアノ） | |
| Galveston （ガルヴェストン）                         | ジム・ウェッブ                                                                                       | グレン・キャンベル                                      | 村上は、ジム・ウェッブが書いてグレン・キャンベルが歌った曲をほかにも訳している。「恋はフェニックス（By the Time I Get to Phoenix）」を上記の『波の絵、波の話』の中で訳した。                                                      |
| Suicide Is Painless （もしも、あの世にゆけたら）     | ジョニー・マンデル、マイク・アルトマン                                                               | ザ・マッシュ                                            | 1970年公開の映画『M★A★S★H マッシュ』の主題歌。 |
| Loneliness Is a Well                                 | アイリーン・オーバニー、ジョー・オーバニー                                                           | アニタ・オデイ                                          | 村上は『ポートレイト・イン・ジャズ2』（新潮社、2001年4月）でもアニタ・オデイが歌ったこの曲に触れている。 |
| All I Wanna Do （オール・アイ・ワナ・ドゥ）          | デヴィッド・ベアウォルド、ビル・ボットレル、ウィン・クーパー、シェリル・クロウ、ケヴィン・ギルバート | シェリル・クロウ                                        | 村上はエッセイ集『うずまき猫のみつけかた』の中でも、「オール・アイ・ワナ・ドゥ」の歌詞が生まれたいきさつを紹介している。 この曲を収録したアルバム『チューズデイ・ナイト・ミュージック・クラブ』が長編『騎士団長殺し』に登場する。 |
| Miss Otis Regrets                                    | コール・ポーター                                                                                     | エラ・フィッツジェラルド                                | |
| Days of Wine and Roses （酒とバラの日々）            | ジョニー・マーサー、ヘンリー・マンシーニ                                                             | アニタ・カー・カルテット                                | |
| Mr. Sheep                                            | ランディ・ニューマン                                                                                 | ランディ・ニューマン                                    | 村上はこの作品以外にもランディ・ニューマンの歌を訳したことがある。"Better Off Dead" を「村上朝日堂」ホームページの中で訳した。 |
| Disney Girls （ディズニー・ガールズ (1957)）         | ブルース・ジョンストン                                                                               | ブルース・ジョンストン                                  | この曲が最初に収録されたのはビーチ・ボーイズのアルバム『サーフズ・アップ』（1971年）。 |
| Five O'clock Whistle                                 | キム・ギャノン、ジョゼフ・ジョー・マイロウ                                                           | アイヴィ・アンダーソン                                  | |
| Don't Go to Strangers                                | レッド・エヴァンズ、アーサー・ケント、デイヴ・マン                                                   | ジョニ・ミッチェル                                      | |
| State Trooper                                        | ブルース・スプリングスティーン                                                                       | ブルース・スプリングスティーン                          | 中央公論新社の担当編集者から「何かブルース・スプリングスティーンのものを」というリクエストがあり、訳したという。 |

## 和田誠が翻訳した歌詞
| タイトル                                                   | 作者                                             | 歌手・演奏者       | 備考                                                                   |
| ---------------------------------------------------------- | ------------------------------------------------ | ------------------ | ---------------------------------------------------------------------- |
| Bang Bang （バン・バン）                                   | ソニー・ボノ                                     | フランク・シナトラ |                                                                        |
| They Can't Take That Away from Me （誰にも奪えぬこの想い） | ジョージ・ガーシュウィン、アイラ・ガーシュウィン | フレッド・アステア | 和田が訳したこの曲は、村上も上記の『波の絵、波の話』の中で訳している。 |